# San Pablo Etla
San Pablo Etla är en ort i Mexiko.   Den ligger i kommunen San Pablo Etla och delstaten Oaxaca, i den sydöstra delen av landet, 400 km sydost om huvudstaden Mexico City. San Pablo Etla ligger 1 677 meter över havet och antalet invånare är 12 212.
Terrängen runt San Pablo Etla är varierad. Runt San Pablo Etla är det tätbefolkat, med 881 invånare per kvadratkilometer. Närmaste större samhälle är Oaxaca de Juárez, 9,1 km söder om San Pablo Etla. Omgivningarna runt San Pablo Etla är en mosaik av jordbruksmark och naturlig växtlighet.